# X de Perseu
X de Perseu (X Persei) és un estel variable a la constel·lació de Perseu la lluentor del qual varia entre magnitud aparent +6,1 i +7,0. S'hi troba molt allunyada de la Terra, a una distància compresa entre 2.300 i 4.200 anys llum.
X de Perseu és una binària de rajos X de gran massa, és a dir, un sistema binari format per un estel massiu i un estel de neutrons. L'estel massiu és un estel blau de tipus espectral O9.5 molt calent, amb una temperatura de 29.500 K. És una estrella Be —semblant a Gomeisa (β Canis Minoris)—, de vegades envoltada d'un brillant disc circumestel·lar creat pel mateix estel, en part com a resultat de la seva gegantina velocitat de rotació de 360 km/s. Amb un radi 6 vegades més gran que el radi solar, és 24.000 vegades més lluminós que el Sol. Té una massa d'almenys 15 masses solars i una edat inferior a 10 milions d'anys.
X de Perseu és a més una font emissora de rajos X, emetent polsos periòdics cada 835 segons. S'originen perquè matèria provinent del vent estel·lar de l'estel massiu cau cap al seu acompanyant, escalfant-se fins a produir rajos X. L'acompanyant, separada 2 ua, és un púlsar —un estel de neutrons amb un camp magnètic relativament feble— el període orbital del qual és de 250 dies. L'excentricitat de l'òrbita és de 0,11.